# صموئيل باينتر
صموئيل باينتر (بالإنجليزية Samuel Paynter) هو سياسي أمريكي كان عضوا في الحزب الفيدرالي الأمريكي ولد صموئيل باينتر في 24 أغسطس - آب من سنة 1768 في ولاية ديلاوير. شغل باينر منصب حاكم على ولاية ديلاوير ما بين عامي 1824 إلى عام 1827 توفي صموئيل باينتر في 2 تشرين الثاني - أكتوبر من سنة 1845 في ولاية ديلاوير.